# Лахет
Лахет (грч. Laches; око 475 – 418. п. н. е.) био је атински аристократ и војсковођа Пелопонеског рата.

## Биографија
Године 427. Лахет је, заједно са Хареадом, послат на Сицилију с флотом од 20 бродова како би подржао тамошње атинске савезнике у борби са Сиракузом. Након Хареадове смрти (426. п. н. е.) Лахет је покорио градове Миле и Месану. У складу са тадашњим законом о ротацији, следеће одине је замењен Питодором. Тада је атинска експедиција на Сицилију пропала. За пропаст експедиције је Клеон оптужио Лахета, али је овај ослобођен кривице. Суђење је касније Аристофан приказао у сатири „Осе“. 
Лахет је, заједно са Никијом, био један од присталица склапања мира са Спартом. Након Клеонове смрти, Лахет и Никија су испословали Никијин мир. Лахет је погинуо 418. п. н. е. у бици код Мантинеје која се завршила катастрофалним атинским поразом.